# Hacker Ervin
Hacker Ervin (Pozsony, 1888. március 23. – Miskolc, 1945. december 27.) jogász, egyetemi tanár. A bűnügyi tudományok számos ágával foglalkozott.
| Hacker Ervin                              | Hacker Ervin                                                                  |
| Kattints az alábbi külső linkek egyikére! | Kattints az alábbi külső linkek egyikére!                                     |
| ----------------------------------------- | ----------------------------------------------------------------------------- |
| Nem található szabad kép.(?)              |                                                                               |
| külső link · jogvédett                    | Hacker Ervin. Jogász professzorok Miskolcon. Szerkesztette Nagy Zoltán. 2021. |

## Életpályája
Hacker Károly ügyvéd és Fülöp Antónia fiaként született. A Pozsonyi Evangélikus Líceum elvégzése után a Pozsonyi Jogakadémián tanult, majd a Budapesti Tudományegyetemen folytatta tanulmányait, ahol 1909-ben szerezte meg állam- és jogtudományi doktori oklevelét. 1909–1911 között a hallei, lipcsei, a berlini, és párizsi egyetemeken folytatott kiegészítő tanulmányokat. 1911-től a pozsonyi törvényszéken volt joggyakornok, majd 1914-ben Budapesten ügyvédi vizsgát tett. 1914–1919 között a pozsonyi ítélőtáblán bírósági jegyző rangban volt tanácsjegyző. 1919-től a pozsonyi, majd 1923-tól a pécsi Erzsébet Tudományegyetemen a büntetőjog és büntető eljárásjog, 1925-től az anyagi büntetőjog magántanáraként dolgozott. Közben, Bruckner Győzővel és Schneller Károllyal együtt, 1920–1942 között a Miskolci Jogakadémia tanára lett. Büntetőjogot, büntetőperjogot (alkalmanként jogbölcseletet és magyar magánjogot is) oktatott. Oktatási módszere hallgató centrikus volt, nemcsak büntetőjogi tudását, de élettapasztalatát is átadta a hallgatóknak. Az ő nevéhez fűződik a vetített képes jogi oktatás bevezetése a magyar egyetemeken. Pedagógiai tapasztalatai alapján úgy vélte, hogy nagyobb hatást lehet elérni, ha nemcsak szavakkal, hanem képi megjelenítéssel is hat az oktató a hallgatókra. Több mint hatezer oktatási segédanyagként szolgáló diapozitívot gyűjtött össze. 
Műveiben a bűnügyi tudományok számos ágával foglalkozott, mint például: kriminalisztika, kriminológia, börtönügy. Különösen jelentős a krimináletológia, valamint a nemzetközi bűnügyi összehasonlítás területén végzett tudományos tevékenysége. Hacker önmagát a klasszikus büntetőjogi iskola és a büntetőjogi reformmozgalom (tettes büntetőjogi iskola) között elhelyezkedő un. közvetítő iskola hívének tartotta. A büntetőtudományok különböző részterületeit Angliában, Belgiumban, Hollandiában, Franciaországban, Németországban, Olaszországban és Svájcban tanulmányozta. Tapasztalatainak egy részét a magyar büntetőjogba szerette volna átültetni, más részről a büntetőjog nemzetközivé válás tényének tudatosítását szerette volna eléri. Tanulmányozta a bűnelkövetők, az elítéltek lelkivilágát, életkörülményeit. Reformgondolatokat fogalmazott meg a büntetés végrehajtás terén. Az elsők között fordította a figyelmet a jogi személyek büntetőjogi felelősségre vonása felé. Az egyetlen olyan jogtudósként tartották számon a két világháború között hazánkban, aki folyamatosan végzett bioszociológiai kutatásokat. Hacker Ervin úgy tekintett a büntetőjogra, mint a társadalom összességét érdeklő közös baj leküzdésére.
1943. május 4-től a Debreceni Tisza István Tudományegyetem jogi karának büntetőjogász tanáraként, valamint a Debreceni Tudományos Társaság tagjaként tevékenykedett. 1944 szeptemberétől nem indult meg az oktatás, a fennálló hadi helyzet miatt, így Hacker miskolci otthonába vonult vissza.
1945. december 27-én, hosszas betegség után Miskolcon hunyt el. Munkáiból nagyobb életmű-válogatást tanítványa, Lévay Miklós és szemináriumi hallgatója Gárdus Ferenc jelentettek meg.

## Művei
- Bevezetés a büntetőjogba (Pécs, év nélkül);
- A rabmunka: tanulmány a börtönügy köréből. Pécs: Wessely & Horváth Ny. 1916 XII, 239 p.
- A börtönrendszerek: a pozsonyi pártfogói értekezleteken tartott felolvasás. Pécs: Wessely & Horváth, 1917, 43 p.
- A börtönügy (Pécs, Dunántúli Rt,1918);
- A büntethetőség anyagi és eljárásjogi feltételeinek szerkezete. Budapest: Jogállam Könyvtára, 1921. 36 p.
- Börtönügyünk reformkérdései, különösen törvényhozási szabályozása: felolvastatott a Magyar Jogászegylet büntetőjogi szakosztályában 1921. évi május hó 25. napján. Sárospatak: Ref. Főisk. Ny, 1922, 30 p.
- Az egyesületek büntetőjogi cselekvőképessége és felelőssége: tanulmány az anyagi büntetőjog köréből. Pécs: Grill Károly Udvari Könyvkereskedése, 1922. XXX, 228 p.
- Az egyesületek büntetőjogi cselekvőképessége és büntethetősége. Budapest: Pallas Ny. 1922. 15 p.
- Die neueren Ergebnisse der Strafgesetzgebung in Ungarn. Mannheim; Berlin; Leipzing: Bensheimer, [1922], 26 p.
- Két büntetőjogi dolgozat. Pécs,: Dunántúl K. 1923. 25 p.
- Kriminalitás és bevándorlás. Miskolc: Magyar Jövő, 1925. 14 p.
- A világháború hatása a kriminalitásra. Pécs: Dunántúl Ny. 1925. 28 p.
- Nápoly börtönei. Miskolc: Magyar Jövő Ny. 1926. 10 p.
- Az egyházak szerepe a főiskolai oktatásban. Miskolc: Magyar Jövő Ny. 1927. 6 p.[halott link]
- Kriminalitás és bevándorlás. Miskolc: Magyar Jövő Ny. 1927. 8 p
- "Börtönügyi jog" a gyakorlatban. Miskol: Magyar Jövő Ny., 1928. 17 p.
- A kor kriminalaetiolgiai jelentősége a bevándorlás szempontjából. Miskolc: Magyar Jövő Ny. 1928. 10 p.
- Kriminológiai adalékok. Miskolc: Magyar Jövő Ny. 1928. 15 p.
- A merxplasi dépot de medicité. Miskolc: Magyar Jövő Ny. 1928. 14 p.
- A büntetőjogtudomány jövő feladatai. Miskolc: Magyar Jövő Ny. 8 p.
- Kriminalitás és bevándorlás: tanulmányok a kriminalaetologia és kriminalpolitika köréből. Pécs: Dunántúl Ny.., 1929. XI, 270 p.
- Kriminalitásunk az 1921-1927. évben. Miskolc: Ludvig Ny. 1929. 17 p.
- Budapest hatása a kriminalitásra. Budapest: Szkfv. Háziny., 1930. 70 p.
- A statisztikai képviseleti módszerek alkalmazása a bűnügyi aetiologiában. Miskolc: Ludvig Ny. 1930. 7 p.
- A büntetőjogtudomány célkitűzései és taneszközei. Miskolc: Ludvig Ny., 1932. 18 p.
- Büntetőjogtudomány és büntetőjogi segédtudományok. Miskolc: Ludvig Ny., 1933. 16 p.
- Újabb kriminológiai adalékok. Miskolc: Ludvig Ny. 1934. 21 p.
- Kriminológiai adalékok. Miskolc: Ludvig Ny., 1935. 27 p.
- Nemzetközi bűnügyi statisztika. Szeged: Városi Ny., 1935. 46 p.
- Der Anschauungsunterricht im Strafrecht. Miskolc: St. Ludvig, 1936. 17, [6] p.
- A magyar büntetőjog tankönyve. Miskolc: Ludvig I. Kvny., 1936. XXIV, 445 p.
- A szemléltető oktatás a büntetőjogban. Miskolc: Ludvig I. Ny., 1936. 12 p.
- Társadalmi kapillaritás és kriminalitás. Pécs: Dunántul Egyet. Ny., 1936. 15 p.
- Beszámoló a Miskolci Jogakadémia büntetőjogi szemináriumának munkásságáról az 1921-1936. években. Miskolc: Ludvig I. Ny., 1937. 18 p.
- Magyarország kriminalitása az 1925-1934 években. Budapest: Hornyánszky kny., 1937. 741-753 p.
- Statistique comparée de la criminalité (Paris, 1937)
- A svájci büntetőtörvénykönyv. Szeged: Városi Ny., 1937. 16 p.
- Les méthodes de la statistique comparée de la criminalité. Budapest: Stephaneum, 1938. 11 p.
- A nemzetközi bűnügyi statisztika módszerei. Miskolc: Ludvig I. Könyvny., 1938. 12 p.
- A rendőreink elleni merényleteknek bűnügyi aetiologiai okai. Budapest: Jogállam, 1938. 6 p.
- A visszaeső büntettesek kriminalitása és szigorított dologházba való utalásuk. Miskolc: Ludvig ny., 1938. 11 p.
- A büntetőjog és a büntető eljárásjog alakulása a csonka országban 1918-tól 1938-ig. Miskolc: Ludvig I. Ny., 1939. 8 p.
- Két kriminálpolitikai dolgozat. Miskolc: Ludvig I. Ny., 1939. 44 p.
- Die Kriminalität des Kantons Zürich: Vervusch einer Kriminalaetologie des Kantons Zürich. Miskolc: Ludvig I. Ny., 1939. XVI, 311 p.
- Kriminalstatistische und kriminalaetiologische Berichte. Miskolc: St. Ludvig, 1939-1940. 1. Heft 1939. 36 p., 2. Heft 1940. 42 p., 3. Heft 1940. 44 p.
- A Nemzetek Szövetségének tevékenysége a kriminalitás elleni küzdelem terén. Miskolc: Ludvig I. Ny., [1939], 8 p.
- A háború hatása a kriminalitásra. Miskolc: Ludvig I. Ny., 1940. 4 p.
- Kriminalpolitik (Miskolc: Stephan Ludvig Ny., 1941). XII, 159 p.
- Beszámoló a miskolci jogakadémia büntetőjogi szemináriumának munkásságáról az 1936-1941. évben. Miskolc: Ludvig I. Ny., 1941. 4 p.
- Büntető igazságszolgáltatásunk az utolsó években és kriminálpolitikai teendőink. Miskolc: Ludvig I. Ny., 1941. 12 p.
- Kriminalpolitika. Miskolc: Ludvig I. Ny., 1941. 16 p.
- Az államszék hatása a büntetőjogra. Miskolc: Ludvig I. Ny. 1942. 11 p.
- Három dolgozat a büntetőjogi dogmatika köréből. Miskolc: Ludvig I. Ny. 1942. 32 p.
- Háború és bűnözés. Budapest: Athenaeum, 1943. 8 p.
- Kriminalisztika és büntető igazságszolgáltatás. Miskolc: Ludvig I. Ny., 1944. 32 p.

## Külső hivatkozások
- Bevezetés a büntetőjog bölcseletébe